# Hovmod staar for Fald (film 1911)

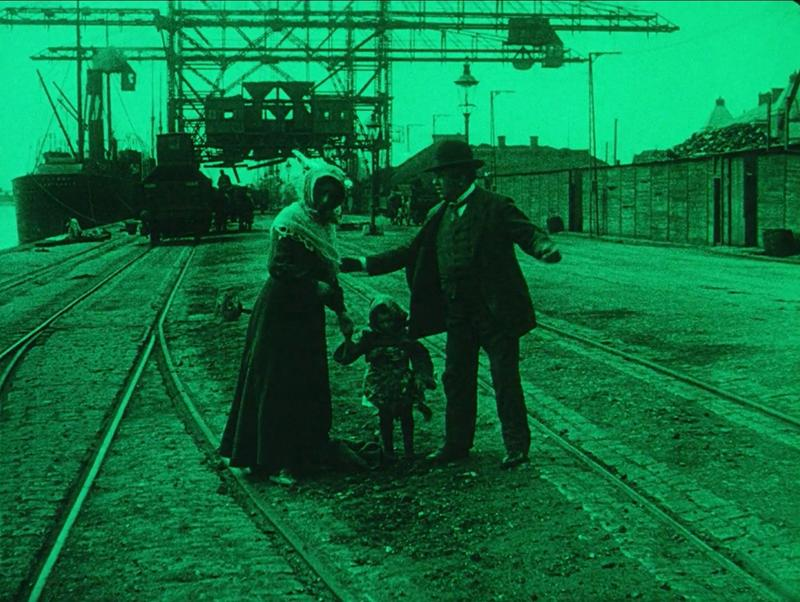

Hovmod staar for Fald è un cortometraggio muto del 1911 diretto da Søren Nielsen.

## Produzione
Il film fu prodotto dalla Filmfabrikken Skandinavien.

## Distribuzione
In Danimarca, il film - un cortometraggio in una bobina di 450 metri - fu presentato in prima a Copenaghen al Victoria-Teatret il 14 dicembre 1911.